# Interactive Digital Signage
Der Begriff Interactive Digital Signage (dt.: Interaktive Digitale Beschilderung) wird als Erweiterung des Begriffs Digital Signage verwendet. Die im Digital Signage verwendeten Technologien bei Werbe- und Informationssystemen wie elektronische Plakate, Werbung in Geschäften, uvm. werden dabei um die Interaktionsfähigkeit durch Touchscreenfunktionalität erweitert.

## Einsatzgebiete
Interactive-Digital-Signage-Lösungen kommen vor allem in Bereichen mit direktem Benutzerkontakt zum Einsatz. Museen und öffentliche Einrichtungen (etwa der Deutsche Bundestag) nutzen diese Technologie ebenso wie Unternehmen und Freizeitförderer. Durch die interaktive Komponente können benötigte Informationen direkt abgerufen werden. Es entstehen keine Wartezeiten im Vergleich zu einer klassischen, zeitgesteuerten, digitalen Anzeige.

## Bedienung
Die Bedienung von Interactive-Digital-Signage-Technologie erfolgt über die vom Smartphone bekannten Gesten. Diese können je nach Softwareanbieter des verwendeten Content-Management-Systems (CMS) im Funktionsumfang erweitert sein.

## Einordnung des Interactive Digital Signage

### Beispiel: Inserate im Schaufenster eines Immobilienmaklers
| Im klassischen Signage | Digital Signage | Interactive Digital Signage |
| --- | --- | --- |
| Ein Immobilienmakler hängt Inserate ausgedruckt im DIN-A4-Format im Schaufenster seines Büros aus. Ein Passant kann diese betrachten. Sind Inserate abgelaufen oder veraltet, werden neue Inserate ausgedruckt und im Schaufenster ausgetauscht. Die Anzahl der Inserate wird durch die Schaufensterfläche begrenzt. | Im Schaufenster des Maklers sind mehrere Displays montiert. Basierend auf einer zeitlichen Abfolge (Diashow), können mehrere Inserate digital angezeigt werden. Ein Betrachter muss warten, bis das gewünschte Inserat nach Ablauf der Zeitspanne wieder erscheint. Die Anzahl der Inserate ist begrenzt, da sich die Gesamtzeit eines Durchlaufs aller Anzeigen mit jeder Anzeige erhöht. | Im Schaufenster des Maklers ist ein Touchscreen montiert. Über diesen kann ein Betrachter per Touch-Geste durch alle im System hinterlegten Angebote scrollen, filtern oder gezielt suchen. Auf Wunsch kann er seine Kontaktinformationen direkt übermitteln, um weitere Informationen anzufordern. |

## Software
Softwarelösungen im Interactive Digital Signage unterscheiden sich von den klassischen Digital-Signage-Systemen. Während im Digital Signage hauptsächlich reine Distributionssoftware zum Einsatz kommt, ist diese im Interactive Digital Signage wesentlich komplexer. Durch die Möglichkeit der Interaktionen durch den Nutzer müssen auch in der Software verschiedene Ebenen, Menüs oder Kontaktformulare integriert werden.

## Hardware
Für die Nutzung der Touch-Funktionalität an einem Bildschirm muss die Hardware verschiedene Anforderungen erfüllen. Besonders die Multi-Touch-Fähigkeit ist für den Betrieb einer Interactive-Digital-Signage-Lösung wichtig. Multi-Touch ist eine Bezeichnung für Touchscreens, die mehrere Touchpunkte (z. B. Finger) gleichzeitig erkennen können. Dies ermöglicht beispielsweise das Zoomen (zwei Finger).
Touchscreens können dabei an Wänden, in Touch-Tischen oder -Stelen verbaut werden und sind stets mit einem PC verbunden.